# مجتبی میرزاده
سید مجتبی میرزاده (زاده ۲۷ اسفند ۱۳۲۴ – درگذشته ۲۶ تیر ۱۳۸۴) نوازندهٔ ویلن، کمانچه، سه‌تار و آهنگساز اهل کرمانشاه بود.
میرزاده آهنگ‌سازی فیلم‌های بسیاری را بر عهده داشته است و گسترهٔ وسیعی از آهنگ‌ها را نواخته‌است از تکنوازی ویلن در موسیقی کردی و فارسی گرفته تا نوازندگی به همراه گروه در ضبط‌های استودیویی، از موسیقی فولکلور گرفته تا موسیقی کلاسیک غربی و پاپ، جاز و بلوز، از موسیقی سنتی تا ترانه‌های کوچه‌بازاری، سرودهای انقلابی و موسیقی فیلم.

## زندگی‌نامه
مجتبی میرزاده در سال ۱۳۲۴ خورشیدی در کرمانشاه متولد شد. به سبب شغل پدرش که کارمند دولت بود به مدت چند سال به ایلام رفتند و زمانی که ۱۴ سال داشت به کرمانشاه برگشتند و پدرش به اصرار یکی از آشنایان که علاقهٔ مجتبی را به ویلن دیده بود برای او یک ویلن خرید. او پیش از آن مدتی با سنتور برادر بزرگتر تمرین موسیقی کرده بود. پس از خریدن ویولن، چون معلمی برای یادگیری ویولن نمی‌یابد، خود با استفاده از آهنگ‌های آن زمان رادیو شروع به یادگیری ویولن می‌کند. سه سال بعد در مسابقات اردوی رامسر شرکت می‌کند و رتبه اول را در رشته نوازندگی ویولن کسب می‌کند (مقام دوم را محمد یاحقی فرزند حسین یاحقی کسب می‌کند). سه سال بعدی نیز به ترتیب رتبهٔ دوم سنتور، نقاشی و آبرنگ و تار را در اردوهای رامسر کسب می‌کند.
در سال ۱۳۳۹ همکاری خود را با رادیو کرمانشاه آغاز می‌کند که سرپرست آن محمد عبدالصمدی است و در این مدت، آثاری ماندگار در موسیقی کردی با همکاری وی خلق می‌شود. در سال ۱۳۴۶ خورشیدی به تهران می‌آید و در سال ۱۳۴۷، همکاری خود را با ارکسترهای باربد، نکیسا و فارابی به عنوان نوازنده ویولن آغاز می‌کند. ساز تخصصی او، ویولن و کمانچه بود و با سه تار و سنتور آشنایی کامل داشت. در کارنامه او، تعداد زیادی آثار موسیقی سنتی، فولکلور و پاپ همراه با بیش از ۴۰ موسیقی فیلم به چشم می‌خورد.

## نوازندگی
مجتبی میرزاده نوازندگی خود را متأثر از نوازندگی پرویز یاحقی می‌دانست و همیشه با احترام و فروتنی از وی یاد می‌کرد، اما شخصیت مستقل ویولن میرزاده کاملاً مشهود و دارای ویژگی‌های مختص خود است. در ویولن میرزاده، تکنیک‌های غربی نوازندگی ویولن همراه با شیرینی موسیقی ایرانی نمود دارد و از تریوله‌های قدرتمند و سریع، گلیساندوهای کم و آرشه‌کشی نرم اما مستحکم، از خصوصیات نوازندگی اوست. این ویژگی‌ها در «چهار مضراب شوشتری» تکنوازی ویولن، به همراهی تنبک بیژن کامکار به خوبی دیده می‌شوند (آلبوم «بداهه‌نوازی ویولن مجتبی میرزاده»). وی در سال‌های آخر زندگی و در اوج تجربه و خلاقیت، گوشه سکوت و خاموشی گزید.
وی از بی‌مهری آهنگسازان نسبت به ساز کمانچه، گله‌مند بود و به کمانچه نگاه ویژه‌ای داشت. او معتقد بود که نوازندگی در کمانچه، نباید متأثر از نوازندگی از ساز ویولن باشد؛ چرا که روح این دو ساز، از هم جداست. سبک کمانچه‌نوازی وی نیز ابداعی و مختص به خودش بود.

## آهنگسازی و تنظیم
مجتبی میرزاده در زمینهٔ آموزش موسیقی نیز فعال بود. او همچنین با خوانندگان موسیقی کردی نظیر حسن زیرک، مظهر خالقی و ناصر رزازی همکاری داشت، و میتوان اشاره کرد که وی جزو ارکستر استاد حسن زیرک در رادیو کرمانشاه بود. از جمله آثار او می‌توان به موارد زیر اشاره کرد:
- آلبوم «راز گل» با صدای علیرضا افتخاری
- نوازنده کمانچه «مندیر (آلبوم)»
- ترانه‌های «دایه دایه» (موتورچی)، «بزران بزران»، «میری» (جنگ لران)، آسمون، در موسیقی لری با صدای رضا سقایی
- آلبوم «نوروز آوارگان» با صدای عبدالوهاب مددی (موسیقی افغانی)
- آلبوم «به یاد آن گذشته» با صدای همایون کاظمی
- تنظیم موسیقی آلبوم‌های «زلف بنفشه»، «یوسف گمگشته» و «نفس باد صبا» آهنگ از همایون خرم و با صدای نادر گلچین
- آلبوم «مست عشق» با صدای اکبر گلپایگانی(گلپا)
- تنظیم آهنگ‌های «اشک و آه» (آشیونه)، «اوستا کریم»، «زندگی قشنگه»، «ببخش»، «کاشکی دوستت نداشتم» و «نمی‌خوام» با صدای هایده
- آهنگسازی و تکنوازی بسیاری دیگر آهنگ‌ها با صدای خوانندگانی چون هایده،مهستی، معین، گوگوش، داریوش اقبالی، مارتیک (با لبهات قهرم با چشات قهرم)

### سرودهای انقلابی
- به لاله در خون خفته[۳]
- بوی گل سوسن و یاسمن آید[۲][۴] (در برخی منابع، اثرِ محمدعلی ابرآویز ذکر شده‌است.[۵])

| خواننده        | نام ترانه                  | شاعر                 | آهنگ                 | تنظیم         |
| -------------- | -------------------------- | -------------------- | -------------------- | ------------- |
| مازیار         | فریاد عشق                  | آرش سزاوار           | مجتبی میرزاده        | مجتبی میرزاده |
| مرجان          | جفت سلیمان                 | علی حاتمی            | مجتبی میرزاده        | مجتبی میرزاده |
| افشین شاد      | نیاز من                    | الفت                 | محمود قراملکی        | مجتبی میرزاده |
| امیر رسایی     | به من نگو                  | محمود قراملکی        | محمود قراملکی        | مجتبی میرزاده |
| امیر رسایی     | اسم                        | جهانبخش پازوکی       | جهانبخش پازوکی       | مجتبی میرزاده |
| امیر رسایی۰    | تولد عشق                   | رضا شمسا             | محمود قراملکی        | مجتبی میرزاده |
| ایرج مهدیان    | پرنده                      | اکبر آزاد            | بشارتی               | مجتبی میرزاده |
| گوگوش          | دریغ                       | اردلان سرفراز        | فرید زلاند           | مجتبی میرزاده |
| جهانگیر افشین  | الههٔ محبت                  | پرویز صبری           | محمود قراملکی        | مجتبی میرزاده |
| جهانگیر افشین  | بی کرانه                   | محمود قراملکی        | محمود قراملکی        | مجتبی میرزاده |
| جهانگیر افشین  | سکوت                       | مسعود محمودی         | جهانگیر افشین        | مجتبی میرزاده |
| جهانگیر افشین  | صدام کنی                   | محمود قراملکی        | آذر صراف پور         | مجتبی میرزاده |
| علیرضا افتخاری | کمان ابرو                  | حافظ                 | محمد آذری            | مجتبی میرزاده |
| علیرضا افتخاری | حال خونین دلان             | حافظ                 | محمد آذری            | مجتبی میرزاده |
| علیرضا افتخاری | با ما منشین                | حافظ                 | مجتبی میرزاده        | مجتبی میرزاده |
| امان‌الله تاجیک | دنیا                       | علی ناصری            | ناصر آهنیان مقدم     | مجتبی میرزاده |
| امان‌الله تاجیک | شب بی ستاره                | علی ناصری            | ناصر آهنیان مقدم     | مجتبی میرزاده |
| امان‌الله تاجیک | همسر من                    | علی ناصری            | ناصر آهنیان مقدم     | مجتبی میرزاده |
| امان‌الله تاجیک | دل شکسته                   | علی ناصری            | ناصر آهنیان مقدم     | مجتبی میرزاده |
| امان‌الله تاجیک | بهانه                      | علی ناصری            | ناصر آهنیان مقدم     | مجتبی میرزاده |
| امان‌الله تاجیک | چی بگم                     | علی ناصری            | ناصر آهنیان مقدم     | مجتبی میرزاده |
| امان‌الله تاجیک | نگاه تو                    | علی ناصری            | ناصر آهنیان مقدم     | مجتبی میرزاده |
| امان‌الله تاجیک | رنج غربت                   | علی ناصری            | ناصر آهنیان مقدم     | مجتبی میرزاده |
| حسن زیرک       | عه‌مرکم چاوه‌کم              | حسن زیرک             | حسن زیرک             | مجتبی میرزاده |
| حسن زیرک       | چاروکه سور                 | حسن زیرک             | حسن زیرک             | مجتبی میرزاده |
| حسن زیرک       | نوروز                      | حسن زیرک             | حسن زیرک             | مجتبی میرزاده |
| حسن زیرک       | ئهٔ ناز                     | حسن زیرک             | حسن زیرک             | مجتبی میرزاده |
| حسن زیرک       | مریم بوکانی                | حسن زیرک             | حسن زیرک             | مجتبی میرزاده |
| حسن زیرک       | کرماشان                    | حسن زیرک             | حسن زیرک             | مجتبی میرزاده |
| حسن زیرک       | بارانه                     | حسن زیرک             | حسن زیرک             | مجتبی میرزاده |
| حسن زیرک       | جوانی (زیبایی)             | حسن زیرک             | حسن زیرک             | مجتبی میرزاده |
| رضا سقایی      | سبز چشم خوب                | فولکلور لری          | فولکلور لری          | مجتبی میرزاده |
| رضا سقایی      | درخت نارون                 | فولکلور لری          | فولکلور لری          | مجتبی میرزاده |
| رضا سقایی      | دختر قد بلند               | فولکلور لری          | فولکلور لری          | مجتبی میرزاده |
| رضا سقایی      | خسرو شیرین                 | فولکلور لری          | فولکلور لری          | مجتبی میرزاده |
| رضا سقایی      | چوپان                      | فولکلور لری          | فولکلور لری          | مجتبی میرزاده |
| رضا سقایی      | بزران بزران                | فولکلور لکی          | فولکلور لکی          | مجتبی میرزاده |
| رضا سقایی      | موتورچی                    | فولکلور لری          | فولکلور لری          | مجتبی میرزاده |
| رضا سقایی      | میری                       | فولکلور لری          | فولکلور لری          | مجتبی میرزاده |
| پیام عزیزی     | یا رسول‌الله بی قرارم       | محمد علی عزیزی       | محمد علی عزیزی       | مجتبی میرزاده |
| پیام عزیزی     | ای ماه عالم سوز من         | سعدی                 | محمد علی عزیزی       | مجتبی میرزاده |
| پیام عزیزی     | مقام کردی یا رسول‌الله      | امیر خسرو دهلوی      | موسیقی مقامی         | مجتبی میرزاده |
| پیام عزیزی     | ای خالوی ریبوار            | محمد علی عزیزی       | محمد علی عزیزی       | مجتبی میرزاده |
| پیام عزیزی     | لبیک                       | محمد علی عزیزی       | محمد علی عزیزی       | مجتبی میرزاده |
| پیام عزیزی     | طلع البدر الینا            | شیخ عبد الرحمن خالص  | موسیقی مقامی         | مجتبی میرزاده |
| پیام عزیزی     | صلوات الله الی الهادی      | شیخ عبد الرحمن خالص  | محمد علی عزیزی       | مجتبی میرزاده |
| پیام عزیزی     | مقام عربی بلغ العلی بکماله | سعدی                 | موسیقی مقامی         | مجتبی میرزاده |
| پیام عزیزی     | یا نبی یا نبی              | محمد علی عزیزی       | محمد علی عزیزی       | مجتبی میرزاده |
| همایون کاظمی   | گریز                       | رحیم معینی کرمانشاهی | حبیب‌الله بدیعی       | مجتبی میرزاده |
| همایون کاظمی   | به یاد آن گذشته            | رحیم معینی کرمانشاهی | حبیب‌الله بدیعی       | مجتبی میرزاده |
| همایون کاظمی   | شعلهٔ سرکش                  | رحیم معینی کرمانشاهی | حبیب‌الله بدیعی       | مجتبی میرزاده |
| همایون کاظمی   | افسانه                     | رحیم معینی کرمانشاهی | حبیب‌الله بدیعی       | مجتبی میرزاده |
| همایون کاظمی   | سنگ صبور                   | رحیم معینی کرمانشاهی | حبیب‌الله بدیعی       | مجتبی میرزاده |
| همایون کاظمی   | پوچ                        | رحیم معینی کرمانشاهی | حسین معینی کرمانشاهی | مجتبی میرزاده |
| همایون کاظمی   | غریب روزگار                | حسین معینی کرمانشاهی | حسین معینی کرمانشاهی | مجتبی میرزاده |
| همایون کاظمی   | وداع                       | حسین معینی کرمانشاهی | حسین معینی کرمانشاهی | مجتبی میرزاده |
| هایده          | اشک و آه                   | رحیم معینی کرمانشاهی | همایون خرم           | مجتبی میرزاده |
| هایده          | اوستا کریم                 |                      | انوشیروان روحانی     | مجتبی میرزاده |
| هایده          | زندگی قشنگه                | امان منطقی           | انوشیروان روحانی     | مجتبی میرزاده |
| هایده          | بخشش                       | ایرج جنتی عطایی      | فریدون خشنود         | مجتبی میرزاده |
| هایده          | خراباتی                    | لیلا کسری            | فریدون خشنود         | مجتبی میرزاده |
| هایده          | کاشکی دوستت نداشتم         | هما میر افشار        | انوشیروان روحانی     | مجتبی میرزاده |
| هایده          | نمی‌خوام                    | مهری شاه حسینی       | عطاالله خرم          | مجتبی میرزاده |
| هایده          | من خودم رفتنی ام           | جهانبخش پازوکی       | جهانبخش پازوکی       | مجتبی میرزاده |
| گروه کر        | بوی گل و سوسن و یاسمن آید  | حمید سبزواری         | مجتبی میرزاده        | مجتبی میرزاده |
| گروه کر        | لالهٔ در خون خفته (شهید)    | جهانبخش پازوکی       | مجتبی میرزاده        | مجتبی میرزاده |
| فرزین          | پرسپولیس                   | جهانبخش پازوکی       | جهانبخش پازوکی       | مجتبی میرزاده |
| فرزین          | برگ زرد                    | اردلان سرفراز        | فریدون علیخانی       | مجتبی میرزاده |
| فرزین          | هوای یار                   | جهانبخش پازوکی       | جهانبخش پازوکی       | مجتبی میرزاده |
| فرزین          | شطرنج                      | منصور لواسانی        | مجتبی میرزاده        | مجتبی میرزاده |
| فرزین          | یارب                       | جهانبخش پازوکی       | جهانبخش پازوکی       | مجتبی میرزاده |
| شاهرخ          | کوله بار                   | منوچهر ناصحی         | منوچهر طاهرزاده      | مجتبی میرزاده |
| مرتضی          | صبر کن                     | فرهنگ قاسمی          | محمد شمس             | مجتبی میرزاده |
| زویا ثابت      | دختران سیه روز             | ناشناس               | ناشناس               | مجتبی میرزاده |
| رامش           | نیش                        | مسعود امینی          | مجتبی میرزاده        | مجتبی میرزاده |
| نلی            | قدم رنجه                   | منصور تهرانی         | آرش سزاوار           | مجتبی میرزاده |
| افسر شهیدی     | جدایی (شهر غریب)           | مسعود امینی          | محمود قراملکی        | مجتبی میرزاده |

## برخی از تکنوازی‌ها
- تکنواز سه‌تار در ترانه «بزن تار» با صدای هایده و آهنگسازی صادق نوجوکی
- تکنوازی ویولن مقام کردی ده‌وه‌ره(dawar) در دستگاه شور
- تکنواز ویولن در ترانه «مخلوق» با صدای گوگوش
- تکنواز ویولن در ترانه «دیوونتم» با صدای حمیرا
- تکنواز کمانچه در آهنگ شروع روزانه رادیو دریا ساخته عماد رام
- تکنواز سه‌تار در ترانه «شازده خانوم» با صدای ستار (اولین استفاده از ساز سه تار در موسیقی پاپ ایرانی)
- تنظیم و تکنوازی قطعه‌ای طنز برای برنامه تلویزیونی «کاف شو» به کارگردانی پرویز صیاد، موسیقی بر اساس باله دریاچه قو اثر چایکوفسکی که در ادامه به یک قطعه شش‌وهشت ایرانی تبدیل می‌شود و در نوع خود، در موسیقی بی‌کلام طنز بی‌نظیر است.
- تکنواز ویولن در آلبوم «نون و دلقک» به خوانندگی محمد اصفهانی
- تکنواز کمانچه قطعه ارکستری در آلبوم «گلبانگ دو» با صدای محمدرضا شجریان و آهنگسازی حسن یوسف زمانی
- تکنوازی ویولن در بسیاری از آهنگ‌های معروف کردی با صدای حسن زیرک، مظهر خالقی و ناصر رزازی
- تکنواز کمانچه در آلبوم «یادگار دوست» شهرام ناظری با آهنگسازی کامبیز روشن‌روان
- تکنوازی ویولن در آلبوم «از دست عشق» با صدای عزیز شاهرخ
- تکنواز کمانچه در «نازنین یار» با صدای حسام الدین سراج
- تکنواز ویولن در موسیقی سریال تلویزیونی «تلفن مشترک»
- تکنواز سه تار و تنظیم آهنگ جدایی (شهر غریب) با صدای افسر شهیدی
- تکنوازی سه تار در آهنگ دو پرنده لیلا فروهر
- تکنوازی سه تار در ترانهٔ زنگ حساب با صدای ستار، آهنگ صادق نجوکی، تنظیم ناصر چشم‌آذر و شعر علیرضا نوری زاده
- تکنوازی سه تار و ویلن و تنظیم ترانهٔ به من نگو با صدای امیر رسایی، آهنگ و شعر محمود قراملکی و تنظیم مجتبی میرزاده
- تکنوازی ویلن در ترانهٔ خودخواه با صدای وفا آهنگ سیاوش قمیشی، تنظیم منوچهر چشم آذر و شعر پرویز وکیلی
- تکنوازی ویلن در ترانهٔ مخلوق با صدای گوگوش آهنگ حسن شماعی زاده، تنظیم منوچهر چشم آذر و شعر منصور تهرانی
- تکنوازی سه تار در ترانه «دختران سیه روز» آهنگ قدیمی از ناشناس، تنظیم از مجتبی میرزاده با صدای زویا ثابت
- تکنوازی ویلن آهنگ به دیدارم بیا با شعری از بانو هما میرافشار با صدای معین
- تکنوازی کمانچه در آلبوم "گل صحراً با صدای "امیرحسین مکوندی"، تنظیم "هادی آزرم" موسیقی فولکلور بختیاری، انتشارات "گلبانگ بختیاری" سال انتشار "۱۳۶۸"

## موسیقی فیلم
- گل‌ها و گلوله‌ها (۱۳۷۰)
- مسافران مهتاب (۱۳۶۶)
- مدرک جرم (۱۳۶۴)
- حماسه مهران (۱۳۶۳)
- تفنگدار (۱۳۶۲)
- خانه عنکبوت (۱۳۶۲)
- جایزه (۱۳۶۱)
- دادا (۱۳۶۱)
- قرنطینه (۱۳۶۱)
- اعدامی (۱۳۵۹)
- پنجمین سوار سرنوشت (۱۳۵۹)
- بن‌بست (۱۳۵۷)
- زن و زمین/خوش غیرت (۱۳۵۷)
- صمد در به در می‌شود (۱۳۵۷)
- نفس‌بریده (۱۳۵۷)
- در امتداد شب (۱۳۵۶)
- جای امن (۱۳۵۶)
- صمد در راه اژدها (۱۳۵۶)
- میراث (۱۳۵۵)
- صمد خوشبخت می‌شود (۱۳۵۴)
- عیالوار (۱۳۵۲)
- علی کنکوری (۱۳۵۲)
- قیامت عشق (۱۳۵۲)
- تختخواب سه‌نفره (۱۳۵۱)
- حکیم‌باشی (۱۳۵۱)
- خانه قمر خانم (۱۳۵۱)
- صمد و سامی، لیلا و لی لی (۱۳۵۱)
- مردی در طوفان (۱۳۵۱)
- درشکه‌چی (۱۳۵۰)
- شاطر عباس (۱۳۵۰)
- صمد و قالیچه حضرت سلیمان (۱۳۵۰)
- عزیز قرقی (۱۳۵۰)
- عمو یادگار (۱۳۵۰)
- لوطی (۱۳۵۰)
- محلل (فیلم) (۱۳۵۰)